# NGC 2161
NGC 2161 је расејано звездано јато у сазвежђу Трпеза које се налази на NGC листи објеката дубоког неба.
Деклинација објекта је - 74° 21' 14" а ректасцензија 5h 55m 43,2s. Привидна величина (магнитуда) објекта NGC 2161 износи 13,0. NGC 2161 је још познат и под ознакама ESO 33-SC31.